# Polohy
Polohy (ukrainsk: Поло́ги, ukrainsk udtale: [poˈɫɔɦɪ]; russisk: Пологи) er en by i Zaporizjzja oblast, Ukraine, i øjeblikket under kontrol af de russiske væbnede styrker.  Den fungerer som administrativt centrum for Polohy rajon. Byen har 18.111 (2022) indbyggere.

## Historie
Polohy blev grundlagt i 1887 . Fra 1928 til 1937 bar den navnet Chubarivka efter den ukrainske bolsjevikiske revolutionær og sovjetiske politiker Vlas Chubar.
Den 3. marts 2022 blev Polohy erobret af russiske styrker under Ruslands invasion af Ukraine.